# Jaume Huguet
Jaume Huguet   (Valls, 1445 - Barcelona, 1492) fou un pintor gòtic català. El seu estil és una evolució del gòtic internacional cap a les innovacions incorporades des de la pintura flamenca. La seva formació es va realitzar entre València, Tarragona i Barcelona, si bé no es descarta que pogués haver visitat Sardenya o Nàpols, que formaven part de la corona d'Aragó i Catalunya. Va desenvolupar la seva màxima activitat a Barcelona a partir de 1448, on va crear un taller que pràcticament va monopolitzar la realització de retaules a Catalunya durant la segona meitat del segle xv, un cop morts Bernat Martorell i Lluís Dalmau. El seu taller va incorporar els seus deixebles i també membres de la família Vergós amb qui va mantenir una estreta relació personal. Una part important de la seva obra s'ha perdut en revoltes que han destruït les esglésies que les contenien i la majoria del que es conserva són panells de retaules que han estat desmuntats.
El Museu Nacional d'Art de Catalunya té la col·lecció més important d'obres de l'artista, amb unes 25 pintures.

## Biografia
Originari d'una família de paraires de Valls, a la mort del seu pare el 1419 es va traslladar a Tarragona a casa del seu oncle Pere Huguet. Aquest va col·laborar com a pintor i daurador al taller tarragoní de Mateu Ortoneda al voltant de 1424.
L'etapa jove del pintor està poc documentada i ha estat objecte de diverses especulacions sobre la seva formació i llocs de residència.
És probable que les primeres passes artístiques d'Huguet fossin de la mà del seu oncle dins del taller d'Ortoneda. Tot i no constar documentalment una estada dels Huguet a Saragossa, hi ha constància del trasllat del taller d'Ortoneda el 1431 quan el català Dalmau de Mur va ser nomenat bisbe de la ciutat i diversos pintors catalans van acudir a treballar-hi per encàrrec seu. D'altra banda, a l'Aragó es varen produir algunes obres de gran bellesa que, en algun moment, li han estat atribuïdes a Huguet per la semblança amb les seves obres documentades. Aquests dos fets i una documentació de 1456 per liquidar una societat que havia tingut amb Pere Ramírez, pintor de tapissos, i altres veïns de Saragossa, han fet pensar que Jaume Huguet podria haver estat en aquesta ciutat. En contra d'aquesta hipòtesi, el nord-americà Chandler R. Post atribueix les obres al pintor aragonès Martín de Soria, una opinió matisada per altres estudiosos que apunten cap a un pintor anònim aragonès, però sense relacionar-les amb Soria. Joan Sureda ha situat en aquesta època a Huguet a la zona del nord d'Itàlia i Sardenya, on hauria rebut la seva formació, basant-se en una referència documental i en certes afinitats estilístiques.
En tot cas, a partir de 1434 es varen traslladar a Barcelona, on el seu oncle va ser contractat per a fer treballs a la catedral i l'església del Pi, entre 1434 i 1448. Varen viure a una casa veïna del pintor Bernat Martorell al carrer de Regomir.
Un recent descobriment a l'arxiu de Protocols del Patriarca de València de dos documents datats el 30 de juliol de 1445, situa Jaume Huguet, ja identificat com a pintor, actuant com a testimoni en dos assumptes entre el pintor Jaume Mateu i Jaume Espina, fuster d'Oriola (Baix Segura). Al primer document, Jaume Mateu ven al fuster d'Oriola una casa situada a la parròquia de Sant Martí, de València, al carrer de Sant Vicent, un indret on se situaven la majoria dels tallers de pintura. L'altre document recull el contracte del fuster per a realitzar un retaule que havia de pintar Jaume Mateu per a Pere Ferràndez, cavaller d'Elx, una obra en la qual va col·laborar Huguet.
En aquest període apareixen a València les modernes tendències de l'època, la realista influència dels primitius flamencs, especialment de l'escola pictòrica de Jan van Eyck, autor de moda gràcies a la mà de Lluís Dalmau, que venen a produir una evolució dels artistes educats en el gòtic internacional. Es pot suposar que Jaume Huguet va assimilar aquestes noves formes arribades de Flandes abans que Lluís Dalmau marxés a Barcelona l'any 1445, any de l'arribada de Jaume Huguet a València.
A més de Dalmau, a València s'hi havia instal·lat Lluís Alimbrot, un pintor de Bruges anomenat realment Lodewijk Allyncbrood però conegut pel seu nom traduït, qui també va influir en Huguet. Coincideix el període valencià amb una especial mobilitat entre els mestres en actiu: Lluís Dalmau s'instal·là a Barcelona, Gonçal Peris Sarrià ingressà a l'hospital i Jacomart va ser cridat pel rei Alfons el Magnànim a Nàpols, de forma que només es varen mantenir els tallers del nouvingut Joan Reixach i del vell Jaume Mateu. Aquesta coincidència va situar Jaume Huguet davant una immillorable oportunitat per a treballar i establir-se com a pintor.
Posteriorment, va estar a Tarragona, on havia de pintar un retaule de sant Jaume per a la vila d'Arbeca i que finalment no va realitzar. El 1448 tanca el taller de Tarragona per a instal·lar-se definitivament com a pintor a Barcelona el 1448, un fet documentat en un nomenament com a procurador a favor del seu germà Antoni signat el 31 d'agost de 1448. El 1454 es va casar amb Joana Baruta en una cerimònia oficiada pel seu germà Antoni, a la catedral de Barcelona, i a partir de llavors va començar el període més important de la seva obra, amb un dibuix clar i molt expressiu amb fons daurats i relleus d'estuc.

### Període de maduresa
La primera obra d'aquest període és el retaule de la Mare de Déu de Vallmoll de 1445, del qual es conserven quatre taules. L'obra conté elements flamenquitzants que mostren la impressió que Huguet havia rebut amb el retaule de La Mare de Déu dels Consellers que Dalmau havia pintat aquell mateix any i que incorporava els coneixements nord-europeus de Jan Van Eyck. Quan el 1448 va fixar la seva residència a Barcelona va trobar una forta competència per part de Bernat Martorell, un pintor amb un excel·lent i exquisit ofici, si bé representava el passat de l'elegant gòtic internacional. També va coincidir amb Lluís Dalmau, més jove que Martorell i destacat per aportar la innovació de l'estil flamenc. Dos anys més tard, el 1450, va realitzar el Retaule de l'Epifania on representa l'Anunciació, el Naixement de Jesús i la Crucifixió en una taula de reduïdes dimensions concebuda per a un oratori privat.
Des de 1454 fins a la seva mort el 1492, el taller d'Huguet va tenir una forta implantació, exercint pràcticament el monopoli de la producció de retaules. Fins i tot després de la seva mort, els continuadors del seu taller, els Vergós i Pere Alemany varen perllongar aquest domini del mercat fins ben entrat el segle xvi. El 14 de novembre de 1454, el gremi de ramaders li va contractar per 550 lliures el retaule de Sant Antoni Abat per a l'església del mateix nom de Barcelona, destruït a la Setmana Tràgica el 1909. El 26 de febrer de 1455 contracta el retaule del monestir de Ripoll i el 18 d'agost del mateix any, li encarreguen el retaule del convent dels franciscans de Berga. A continuació va iniciar el retaule de Sant Vicenç de Sarrià, una obra que el seu taller no va acabar mai. Entre 1460 i 1465, li encarreguen el retaule dels sants Abdó i Senén a Terrassa, on encara conservarà els darrers aires del gòtic internacional amb un moment avançat del flamenquisme més penetrant. El zenit de la carrera d'Huguet coincideix amb la realització del retaule de Sant Miquel, on malgrat incloure paisatges exteriors en algunes històries, els combina amb fons daurats i relleus ornamentals en guix recoberts d'or. No es coneix amb certesa la seva data de contractació ni de realització, si bé es coneix que va ser consagrat el 3 de maig de 1456 a l'església del Pi de Barcelona.
L'any 1452, Lluís Dalmau, pintor de fama després de la seva Mare de Déu dels Consellers, havia signat el contracte més car de la pintura medieval catalana per fer el retaule de Sant Agustí, encarregat pel gremi dels blanquers. L'ebenista Macià Bonafè, responsable del cos de fusta i de les dues talles que hi incorporava, ja havia fet el treball el 1456, però el projecte es va retardar fins que, en morir Dalmau el 1460, l'encàrrec va passar a Huguet, qui va signar el contracte el 4 de desembre de 1463. La fama del seu dibuix li va proporcionar l'encàrrec d'un cartó per a tapissos per a la Generalitat de Catalunya el maig de 1453, una peça que va ser teixida a Arràs. El 1462 va tenir dos grans contractes per a la catedral de Barcelona, el retaule de Sant Bernardí i l'àngel custodi i el retaule de Sant Esteve encarregat el 13 d'abril per la confraria dels Freners de la que era membre Huguet. Socialment reconegut, el 3 d'agost de 1464 fou nomenat «prohom en cap» d'aquesta confraria que aplegava oficis relatius als fabricants de frens i altres estris per als cavalls així com els elements per a adornar-los. Els pintors varen estar vinculats a aquest gremi fins que, durant el segle xv i nascut al nord d'Europa, es va desenvolupar el gremi de Sant Lluc. Va ser l'administrador d'aquest gremi el 1472 i fou reelegit diversos cops.
Comença una nova etapa amb la realització del Retaule del Conestable o de l'Epifania entre començament de 1464 i el 14 de novembre de 1465 per al Palau Reial, encarregat pel rei Pere el Conestable, i pel qual va cobrar 390 lliures. És una obra on l'autor condensa una gran riquesa expressiva i un reforçament de la seva etapa de maduresa. Probablement aquesta obra marqui l'estil essencial que seguiria el seu taller. L'autor estableix un estil personal que no nega les seves arrels, que respecta una part de l'art italià alhora que incorpora els seus contemporanis del nord d'Europa. A la dècada de 1470, va realitzar un retaule per a l'església de sant Sadurní de la Roca; el 30 de desembre de 1475 va acordar una pintura per a la capella de Santa Maria i Santa Margarida a la plaça Padró de Barcelona. El 12 de juny de 1479 li encarreguen el Retaule de Pertegàs per a l'església de sant Martí de Pertegàs de Sant Celoni.
Dins de la dècada de 1480 el taller d'Huguet aconsegueix diverses comandes: el desembre de 1483 el retaule de Sant Eloi encarregat pel gremi dels serrallers; el 4 de juliol de 1483 li varen contractar el retaule major de l'església del monestir dels Jerònims de la Vall d'Hebron, una obra que va ser feta pel seu taller després de la seva mort; un retaule per a l'ermita de la parròquia de Santa Eulàlia de Provençana; el 14 d'abril de 1486, el canonge de la seu de Barcelona Joan Andreu Sors li encarregà el retaule de Sant Sebastià i Santa Tecla, una obra que tampoc realitzarà i que serà acabada per Rafael Vergós i Pere Alemany, del seu taller.
Va morir entre el 14 de febrer de 1492, quan va fer testament, i el maig d'aquell any, quan la seva dona figura com a vídua.

## Perfil artístic

### Context històric
Quan neix Jaume Huguet, Catalunya i molt especialment Barcelona viuen un moment d'una certa esplendor que mira de superar la gran crisi catalana iniciada al segle xiv, a partir de 1333 «lo mal any primer» i la pesta de 1348, que va provocar una davallada demogràfica. La revolta dels remences ve a agreujar els problemes socials, la immigració i el despoblament del camp. En aquest context de crisi social i econòmica de final de la baixa edat mitjana resultava d'enorme importància la possessió d'un retaule propi per als gremis i corporacions. El context d'una societat amb una sensació de provisionalitat vital, que portava a un profund sentiment religiós i a la necessitat de desenvolupar estructures solidàries on trobar seguretat física, professional i, finalment, espiritual. En aquest context, amb una crisi demogràfica conseqüència de les guerres i de la pesta que assolaren Catalunya, l'individualisme no tenia raó de ser i els gremis i confraries aportaven un grau de seguretat en un entorn canviant i van esdevenir organitzacions potents que formaven un poder polític en cohesionar un grup de la societat en plena evolució. Tenir capella pròpia dins una església i la seva decoració amb un retaule, eren la màxima representació material dels seus valors.
Quan el rei Alfons el Magnànim (1416-1458) va manifestar un interès per l'art flamenc, es va potenciar la incorporació d'aquestes tècniques entre els pintors catalans. Ara bé, la seva política de consolidació del domini a la Mediterrània i la conquesta de Nàpols (1442) el varen distanciar dels problemes interns, i la seva política artística es va centrar en els nous territoris, als quals va desplaçar alguns dels artistes catalans, valencians i mallorquins (Pere Joan, Jacomart o Guillem Sagrera).
El mecenatge reial tingué, doncs, molt poca repercussió a Catalunya, on van destacar promotors eclesiàstics com el bisbe Dalmau de Mur -primer a Tarragona i després a Saragossa- o el patriarca Sapera, a qui es deu l'acabament de la catedral de Barcelona. L'inici de la construcció del Palau de la Generalitat, iniciada l'any 1416, va suposar una presa de posició de la institució davant de l'autoritat reial, una qüestió que es materialitzaria en la guerra civil catalana amb el successor del Magnànim, el rei Joan el Sense Fe (1458-1479).
Quan Huguet es va instal·lar a Barcelona el 1448 va coincidir amb una crisi política entre institucions on la classe menestral, representada pels gremis, s'agrupava al voltant de la Busca, com també ho va fer ell junt amb altres membres de la seva confraria.

### El taller
Al seu taller consta que s'hi varen formar Joan Voltes (1453-1459), Enric Anroch de Narbona (1455-1458), Bernat Vicenç fill d'un picapedrer de Girona (1458-1460), Francesc Pellicer de Santa Coloma de Queralt (1459-1470), Esteve Solà de Girona (1467-1470), fill del pintor Ramon Solà, Bartomeu Alagó de Barcelona (1467-1472), Jordi Mates (1469-1471), fill del pintor de Vilafranca del Penedès, Joan Mates.
A la seva darrera etapa, les aportacions del seu taller seran superiors a les del mateix Huguet, el qual comptarà amb la col·laboració de diferents membres de la família Vergós, amb qui va tenir una bona relació personal, en fer d'executor testamentari de Jaume Vergós I i ser nomenat tutor del seu fill Jaume Vergós II el 24 de maig de 1469. A la seva mort, el taller no desapareix i continua treballant per acabar els encàrrecs pendents com el retaule de Sant Vicenç i el retaule de Sant Agustí, dues obres monumentals que varen trigar més de vint anys en acabar-se.
Es va disputar amb Bartolomé Bermejo la pintura de les portes de l'orgue de Santa Maria del Mar de Barcelona, el 1486, una obra que finalment va ser acabada pels seus col·laboradors, Rafael Vergós i per Pere Alemany.

### Estil
En els primers anys de la seva carrera manifesta un aire figuratiu propi de l'estil italià. En algunes obres sorprèn la proximitat al Quattrocento, com al Retaule de l'Epifania del Museu Episcopal de Vic.
Va passar a continuació a desenvolupar un estil clarament coincident amb l'escola flamenca, mentre es mostra hereu del passat propi català. Es tracta d'un estil difícil d'adquirir des d'aquestes localitats i diferent del que desplegava Lluís Dalmau, qui sí que s'havia format directament a Flandes. Huguet incorporava paisatges com a fons de les escenes, un fet innovador que els flamencs varen introduir per substituir els fons daurats. Però tot i aquesta visió innovadora, Huguet farà un canvi a partir de la seva estada a Barcelona, deixant l'art més elaborat i intel·lectual per un altre de més simple i impactant amb grans superfícies amb pasta de guix en relleu cobert amb pa d'or, que deixava de banda els paisatges creadors d'àmplies perspectives. Cal interpretar aquest canvi com una adaptació als gustos de la clientela menestral de la Busca i les seves aspiracions religioses d'una espiritualitat emocional i sentimental cada vegada més dominant, amb un gust per la resplendor de l'or i la seva relació simbòlica amb Déu. Huguet, que va viure a Barcelona les tensions entre aquest partit i la Biga (la classe elitista i intel·lectual més identificada amb l'encàrrec a Dalmau de la Mare de Déu dels Consellers) va saber incorporar a la seva obra aquestes peticions.
En el període de maduresa es preocupa per la composició aconseguint una fórmula que li permet ubicar molts personatges en l'escena sense haver de recórrer a una perspectiva profunda. D'aquesta forma, tot i els fons i els cels daurats, aconsegueix representacions semblants als tapissos gòtics, obrint els fons del quadre amb un domini de l'espai tridimensional.
La representació de la figura humana és probablement el tret més significatiu d'Huguet, especialment els caps, en què l'expressivitat de les cares i mirades recullen la delicadesa de la seva pintura.
Les seves escenes incorporen elements reals i té especial cura amb els detalls que generen l'atmosfera on s'ubiquen els personatges, amb un aire una mica hieràtic, serè, propi d'una personalitat equilibrada i escassament donada a sentimentalismes. La seva obra mostra un domini de la tècnica del daurat aplicat en cels i fons amb estofats de diferents textures i relleus en motius vegetals, halos, corones i altres objectes. Destaca el tractament que fa dels enrajolats com a mitjà per aconseguir perspectiva. Una altra característica que apareix a diferents obres és la ubicació d'un paisatge com a franja entre el paviment i el fons o cel daurat.

### Anàlisi de la tècnica pictòrica
La tècnica utilitzada per Jaume Huguet és el tremp d'ou, amb petites variacions sobre la composició dels aglutinants; així a vegades, a més del rovell es troben petites proporcions de clara d'ou. Altres vegades es pot trobar l'ús de cola animal actuant com a aglutinant en certs pigments com l'atzurita o la utilització d'oli assecant per al verd de coure.
Pel que fa als pigments emprats, va fer ús del blanc de plom, l'atzurita per al blau, cinabri per al vermell, groc de plom i estany, pigment verd de coure de diferents orígens, com l'atacamita, acetats i carbonats de coure, carbó amorf i pigment de laca vermella, a més de les làmines d'or i plata. La capa de preparació està constituïda per una làmina fina de guix aglutinat amb una petita proporció de cola animal.

## Obra

### Grans retaules íntegres
Dels grans retaules realitzats per Jaume Huguet i el seu taller només tres se'n conserven sense desmuntar per escenes i al mateix lloc per al qual varen ser concebuts. Cronològicament són: el Retaule dels sants Abdó i Senén que es troba a Terrassa, el Retaule del Conestable o de l'Epifania a la capella de Santa Àgata de Barcelona i el Retaule de la Transfiguració a la catedral de Tortosa. El Retaule de Sant Miquel és una obra d'estil gòtic català realitzada al tremp d'ou per Jaume Huguet entre els anys 1455 i 1460. Se'n conserven sis taules de les nou que tenia quan va ser encarregat pel Gremi de Tenders Revenedors de Barcelona el 1455 per a la seva capella dins l'església de Santa Maria del Pi. Malgrat que a la seu dertosenca continua sent considerada una producció huguetiana, en realitat aquesta darrera obra va ser encomanada l'any 1498 als pintors Rafael Vergós i Pere Alemany.
| Imatge | Dades | Dades | Imatge | Dades                                  | Dades                                  |
| --- | --- | --- | --- | -------------------------------------- | -------------------------------------- |
| | Retaule dels sants Abdó i Senén | Retaule dels sants Abdó i Senén | | Retaule del Conestable o de l'Epifania | Retaule del Conestable o de l'Epifania |
| 1460 | Tremp sobre taula | 1464-1465 | Tremp sobre taula 673 x 368 cm |                                        |                                        |
| Església de Santa Maria de Terrassa | Església de Santa Maria de Terrassa | Capella de Santa Àgata, Barcelona | Capella de Santa Àgata, Barcelona |                                        |                                        |
| És un dels retaules més ben conservats de l'autor, ja que només s'ha traslladat un cop en 500 anys i no ha patit agressions en cap de les revoltes anticlericals que ha viscut. És d'un estil proper al gòtic internacional, tot i que es va realitzar en la fase de maduresa de Jaume Huguet, un cop aquest havia fet una aproximació al realisme dels primitius flamencs. Està format per 6 panells dedicats als sants Abdó i Senén i una predel·la amb tres escenes dedicades als màrtirs Cosme i Damià. Sobre la taula central, a manera de frontó, hi ha una crucifixió. | És un dels retaules més ben conservats de l'autor, ja que només s'ha traslladat un cop en 500 anys i no ha patit agressions en cap de les revoltes anticlericals que ha viscut. És d'un estil proper al gòtic internacional, tot i que es va realitzar en la fase de maduresa de Jaume Huguet, un cop aquest havia fet una aproximació al realisme dels primitius flamencs. Està format per 6 panells dedicats als sants Abdó i Senén i una predel·la amb tres escenes dedicades als màrtirs Cosme i Damià. Sobre la taula central, a manera de frontó, hi ha una crucifixió. | El retaule es conserva al mateix indret per al qual va ser fet i no ha patit agressions en cap de les revoltes anticlericals que ha viscut, tot i que una manca de condicions durant molts anys el va fer perillar fins que va ser restaurat i protegit a començaments del segle xx. Va ser realitzat en la fase de maduresa de Jaume Huguet, un cop aquest havia fet una aproximació al realisme dels primitius flamencs. Està dedicat a l'Epifania, una taula que ocupa la posició central. En total consta de vuit taules amb una predel·la i dues portes, a banda i banda de l'altar. Va ser un encàrrec de Pere el Conestable de Portugal quan va ser nomenat rei d'Aragó i comte de Barcelona (1464-1466) dins del període de la guerra civil catalana. | El retaule es conserva al mateix indret per al qual va ser fet i no ha patit agressions en cap de les revoltes anticlericals que ha viscut, tot i que una manca de condicions durant molts anys el va fer perillar fins que va ser restaurat i protegit a començaments del segle xx. Va ser realitzat en la fase de maduresa de Jaume Huguet, un cop aquest havia fet una aproximació al realisme dels primitius flamencs. Està dedicat a l'Epifania, una taula que ocupa la posició central. En total consta de vuit taules amb una predel·la i dues portes, a banda i banda de l'altar. Va ser un encàrrec de Pere el Conestable de Portugal quan va ser nomenat rei d'Aragó i comte de Barcelona (1464-1466) dins del període de la guerra civil catalana. |                                        |                                        |
| | Retaule de la Transfiguració | Retaule de la Transfiguració | [[Fitxer:\|150px]] |                                        |                                        |
| 1466-1475 | Tremp, relleus d'estuc i daurat amb pa d'or sobre fusta | | [[Fitxer:\|150px]] |                                        |                                        |
| Catedral de Tortosa | | | [[Fitxer:\|150px]] |                                        |                                        |
| Una de les peces més significatives i vistoses del tresor catedralici de Tortosa és sens dubte el retaule de la Transfiguració. El va fer per encàrrec d'un fidel de la catedral. Una de les escenes que inclou és la de la del Judici Final amb els morts sortint de les tombes i un dels morts que apareix és precisament aquest fidel. | | | [[Fitxer:\|150px]] |                                        |                                        |

### Retaule de Vallmoll
El Retaule de Vallmoll va ser realitzat per a l'antiga església parroquial de Santa Maria de Vallmoll (Alt Camp). S'ha atribuït tradicionalment a l'etapa tarragonina de Jaume Huguet, anterior a 1448.
De l'estructura del retaule només es conserven tres taules distribuïdes entre el MNAC, el Museu Diocesà de Tarragona i el Louvre.
| Imatge | Dades | Dades | Imatge | Dades        | Dades        |
| --- | --- | --- | --- | ------------ | ------------ |
| | Verge amb l'infant amb àngels | Verge amb l'infant amb àngels | | L'Anunciació | L'Anunciació |
| 1445-1450 | Tremp, relleus d'estuc i daurat amb pa d'or sobre taula 213,3 x 160,4 cm. | 1445-1450 | Pintura al tremp sobre taula. 99 x 77,5 cm. |              |              |
| MNAC | MNAC | Museu Diocesà de Tarragona | Museu Diocesà de Tarragona |              |              |
| Taula central dedicada a la Mare de Déu amb el Nen, àngels cantors, músics i oferents de flors. Aquesta obra i la taula de l'Anunciació del Museu Diocesà de Tarragona presenten una clara influència flamenquitzant adoptada de l'obra de Lluís Dalmau, prestant atenció a l'objecte i el detalls. | Taula central dedicada a la Mare de Déu amb el Nen, àngels cantors, músics i oferents de flors. Aquesta obra i la taula de l'Anunciació del Museu Diocesà de Tarragona presenten una clara influència flamenquitzant adoptada de l'obra de Lluís Dalmau, prestant atenció a l'objecte i el detalls. | Manifesta un estil gòtic d'influència flamenca, i conté dues inscripcions: «AVE GRATIA PLENA» i «Fiat mihi secundum verbum tuum. Magnificat anima. Mea dominum et exultavit» | Manifesta un estil gòtic d'influència flamenca, i conté dues inscripcions: «AVE GRATIA PLENA» i «Fiat mihi secundum verbum tuum. Magnificat anima. Mea dominum et exultavit» |              |              |
| | Plany sobre el cos de Crist | Plany sobre el cos de Crist | [[Fitxer:\|150px]] |              |              |
| 1445-1450 | Tremp, relleus d'estuc i daurat amb pa d'or sobre taula 75 x 158 cm. | | [[Fitxer:\|150px]] |              |              |
| Museu del Louvre | | | [[Fitxer:\|150px]] |              |              |
| Representa el Cos de Crist després del davallament mentre la seva Mare plora la seva mort junt amb Joan Baptista i les tres maries. Emmarcant l'escena i subjectant el sant sudari està Nicodem i Josep d'Arimatea.                                                                                 | | | [[Fitxer:\|150px]] |              |              |

### Retaule de Sant Vicenç de Sarrià
El retaule va ser realitzat per presidir l'altar major de la nova església gòtica acabada de construir. Narra la història de sant Vicenç, nascut a Osca, diaca al segle iv, i deixeble del bisbe Valeri de Saragossa. L'encàrrec data de mitjans de la dècada de 1450, però no va ser finalitzat degut a dificultats de finançament que varen continuar després de la mort de l'artista quan la seva vídua, Joana Baruta, reclamava el que segons ella se li devia per la feina feta. El 4 de maig de 1493 la vídua i els feligresos de Sarrià varen designar un arbitratge. Les diferències varen continuar i la reclamació la va continuar Eulàlia Huguet, filla del pintor, sense arribar a cap acord. L'obra va ser acabada a inicis del segle xvi pel mestre de Castelsardo, un pintor que va treballar sobretot a Sardenya. Es conserven cinc taules d'Huguet i tres peces del mestre de Castelsardo i una novena taula pintada per un artista anònim d'inferior categoria. A finals del segle xviii es renova l'església i s'instal·la un retaule barroc de l'escultor Nicolau Travé, i el d'Huguet va ser traslladat a un altar lateral. L'any 1902, la Junta de Museus de Barcelona va realitzar una exposició d'art sacre on s'exposaven algunes de les taules del retaule de Sant Vicençi, un cop acabada l'exposició, les taules es varen dipositar als museus municipals de Barcelona, per acabar actualment al Museu Nacional d'Art de Catalunya. El febrer de 2010, el MNAC va fer unes reproduccions de les taules per instal·lar-les en una de les capelles laterals de la parròquia de Sant Vicenç de Sarrià.
| Imatge | Dades | Dades | Imatge | Dades                                | Dades                                |
| --- | --- | --- | --- | ------------------------------------ | ------------------------------------ |
| | Sant Vicenç ordenat per sant Valeri | Sant Vicenç ordenat per sant Valeri | | Sant Vicenç davant el prefecte Dacià | Sant Vicenç davant el prefecte Dacià |
| 1455-1460 | Tremp, relleus d'estuc i daurat amb pa d'or sobre fusta 176 x 98 cm. | 1455-1460 | Tremp, relleus d'estuc i daurat amb pa d'or sobre fusta 176 x 98 cm. |                                      |                                      |
| MNAC | MNAC | MNAC | MNAC |                                      |                                      |
| Es tracta d'una escena carregada de solemnitat que es produeix dins una església davant d'un retaule gòtic amb la Sagrada Família i sant Joan Baptista. Sant Vicenç torna a ser la figura central al voltant de la qual es despleguen la resta de personatges. La riquesa dels vestits de l'ordenant sant Valeri, permet un lluïment de l'autor en l'ús del daurat, els colors vius i la representació amb volum de les joies. A la dreta hi ha un grup de monjos cantants vestits amb senzills hàbits que atapeeixen l'escena sense distreure a l'observador del focus principal. Huguet planteja una perspectiva amb un punt de fuga en diagonal que ve reforçat pel dibuix de la catifa oriental, habitual a la pintura flamenca. | Es tracta d'una escena carregada de solemnitat que es produeix dins una església davant d'un retaule gòtic amb la Sagrada Família i sant Joan Baptista. Sant Vicenç torna a ser la figura central al voltant de la qual es despleguen la resta de personatges. La riquesa dels vestits de l'ordenant sant Valeri, permet un lluïment de l'autor en l'ús del daurat, els colors vius i la representació amb volum de les joies. A la dreta hi ha un grup de monjos cantants vestits amb senzills hàbits que atapeeixen l'escena sense distreure a l'observador del focus principal. Huguet planteja una perspectiva amb un punt de fuga en diagonal que ve reforçat pel dibuix de la catifa oriental, habitual a la pintura flamenca. | També conegut com La confessió de sant Vicenç. L'autor aconsegueix una densa estructura circular, al voltant de la figura del sant. Com a d'altres obres seves utilitza fons daurats amb relleus vegetals, i fa servir una plàstica basada en valors ornamentals i simbòlics, combinats amb un extraordinari naturalisme i una individualització del tipus de personatges protagonistes. | També conegut com La confessió de sant Vicenç. L'autor aconsegueix una densa estructura circular, al voltant de la figura del sant. Com a d'altres obres seves utilitza fons daurats amb relleus vegetals, i fa servir una plàstica basada en valors ornamentals i simbòlics, combinats amb un extraordinari naturalisme i una individualització del tipus de personatges protagonistes. |                                      |                                      |
| | Sant Vicenç a la foguera | Sant Vicenç a la foguera | | Sant Vicenç a l'eculi                | Sant Vicenç a l'eculi                |
| 1455-1460 | Tremp, relleus d'estuc i daurat amb pa d'or sobre fusta 176 x 98 cm. | 1455-1460 | Tremp, relleus d'estuc i daurat amb pa d'or sobre fusta 176 x 98 cm. |                                      |                                      |
| MNAC | MNAC | MNAC | MNAC |                                      |                                      |
| Com les altres taules d'aquesta retaule, té una alta densitat de personatges que permeten a l'autor una rica combinació de colors. Com a la taula de l'ordenació del sant, fa servir una perspectiva diagonal molt forçada que situa a l'observador en un punt més alt que on es desenvolupa l'acció. Un terç de l'escena l'ocupa un cel daurat, al mig del qual destaca una legió d'àngels que llencen aigua sobre la foguera per apagar el foc davant els gestos de sorpresa dels botxins. | Com les altres taules d'aquesta retaule, té una alta densitat de personatges que permeten a l'autor una rica combinació de colors. Com a la taula de l'ordenació del sant, fa servir una perspectiva diagonal molt forçada que situa a l'observador en un punt més alt que on es desenvolupa l'acció. Un terç de l'escena l'ocupa un cel daurat, al mig del qual destaca una legió d'àngels que llencen aigua sobre la foguera per apagar el foc davant els gestos de sorpresa dels botxins. | A l'esquerra de l'escena, el prefecte Dacià està situat en el mateix lloc i tron que a la taula de Sant Vicenç davant el prefecte Dacià, si bé aquí el seu gest és ordenar l'inici del martiri. El fons mostra un paisatge urbà a l'esquerra i menys cel -també daurat- que altres taules a la part central; a la banda dreta una aparició de Jesús envoltat d'àngels beneeix la figura del sant. La part superior no està pintada, la qual cosa indica que es tracta d'una taula de la part alta que estava coberta pel guardapols. | A l'esquerra de l'escena, el prefecte Dacià està situat en el mateix lloc i tron que a la taula de Sant Vicenç davant el prefecte Dacià, si bé aquí el seu gest és ordenar l'inici del martiri. El fons mostra un paisatge urbà a l'esquerra i menys cel -també daurat- que altres taules a la part central; a la banda dreta una aparició de Jesús envoltat d'àngels beneeix la figura del sant. La part superior no està pintada, la qual cosa indica que es tracta d'una taula de la part alta que estava coberta pel guardapols. |                                      |                                      |
| | Miracles pòstums de Sant Vicenç | Miracles pòstums de Sant Vicenç | [[Fitxer:\|150px]] |                                      |                                      |
| 1455-1460 | Tremp, relleus d'estuc i daurat amb pa d'or sobre fusta 176 x 98 cm. | | [[Fitxer:\|150px]] |                                      |                                      |
| MNAC | | | [[Fitxer:\|150px]] |                                      |                                      |
| També conegut com L'exorcisme de la princesa Eudòxia davant la tomba de Sant Vicenç. Destaca la utilització de «bon or i colors fins i sumptuosos», tal com especificava el contracte. Una exigència pròpia de la seva clientela gremial que desitjaven uns retaules molt il·luminats amb vius vermells, blau ultramar, groc de plom,... harmònicament col·locats per a crear un mena de mosaic visualment atractiu a l'espectador. | | | [[Fitxer:\|150px]] |                                      |                                      |

### Retaule de Sant Miquel
El retaule va ser encarregat pel Gremi dels Tenders i Revenedors de Barcelona el 1455 per a la seva capella dins l'església de Santa Maria del Pi. Al segle xv, la capella de Sant Miquel de l'església del Pi estava ubicada on avui hi ha la capella de la Immaculada. Posteriorment, l'advocació al sant va ser traslladada a l'actual capella de Sant Miquel on es va instal·lar un retaule barroc de Salvador Gurri de 1798. El 1923 la Junta de Museus de Catalunya va començar una negociació amb el gremi, que el 1940 va permetre l'ingrés de sis compartiments del mateix conjunt en dipòsit, per acabar sent adquirits el 1970 pel MNAC, on actualment s'exposen. Tot i així, el retaule està incomplet, ja que falten 3 dels 6 plafons dels carrers laterals.
| Imatge | Dades | Dades | Imatge | Dades                         | Dades                         |
| --- | --- | --- | --- | ----------------------------- | ----------------------------- |
| | Sant Miquel vencedor de l'Anticrist | Sant Miquel vencedor de l'Anticrist | | Calvari                       | Calvari                       |
| 1455-1460 | Tremp, relleus d'estuc i daurat amb pa d'or sobre fusta 194,8 x 107,3 cm | 1455-1460 | Tremp, relleus d'estuc i daurat amb pa d'or sobre fusta 214,4 x 135,8 cm. |                               |                               |
| MNAC, Barcelona | MNAC, Barcelona | MNAC | MNAC |                               |                               |
| La imatge central de sant Miquel matant l'anticrist deriva de la taula central del retaule de Sant Miquel de Cruïlles de Lluís Borrassà. Ambdues mostren un combat aeri per sobre del Mont de les Oliveres amb un grup de gent que els observa expectant. La representació de l'anticrist és humana, si bé està acompanyada d'un petit dimoni que identifica el maligne.                                                                      | La imatge central de sant Miquel matant l'anticrist deriva de la taula central del retaule de Sant Miquel de Cruïlles de Lluís Borrassà. Ambdues mostren un combat aeri per sobre del Mont de les Oliveres amb un grup de gent que els observa expectant. La representació de l'anticrist és humana, si bé està acompanyada d'un petit dimoni que identifica el maligne.                                                                      | El calvari o crucifixió era la taula superior central del retaule, una ubicació habitual als retaules d'Huguet. A banda dels personatges propis de la crucifixió, sant Joan sostenint la Mare de Déu, les tres maries, Jesús i els lladres; a la dreta s'observa un bisbe a cavall que representa un dels prínceps dels sacerdots que es descriuen a tres dels evangelis canònics increpant Jesús crucificat. Una imatge que es troba a d'altres pintures de Lluís Borrassà, Joan Mates i Bernat Martorell. El propi Huguet va fer servir la figura del bisbe a l'escena de la crucifixió del Retaule de Pertegàs del MNAC i al retaule dels sants Abdó i Senén. Aquesta figura només es troba a la pintura gòtica catalana. | El calvari o crucifixió era la taula superior central del retaule, una ubicació habitual als retaules d'Huguet. A banda dels personatges propis de la crucifixió, sant Joan sostenint la Mare de Déu, les tres maries, Jesús i els lladres; a la dreta s'observa un bisbe a cavall que representa un dels prínceps dels sacerdots que es descriuen a tres dels evangelis canònics increpant Jesús crucificat. Una imatge que es troba a d'altres pintures de Lluís Borrassà, Joan Mates i Bernat Martorell. El propi Huguet va fer servir la figura del bisbe a l'escena de la crucifixió del Retaule de Pertegàs del MNAC i al retaule dels sants Abdó i Senén. Aquesta figura només es troba a la pintura gòtica catalana. |                               |                               |
| | Mare de Déu i les santes | Mare de Déu i les santes | | Sant Miquel                   | Sant Miquel                   |
| 1455-1460 | Tremp, relleus d'estuc i daurat amb pa d'or sobre fusta 136,2 x 135,8 cm | 1455-1460 | Tremp, relleus d'estuc i daurat amb pa d'or sobre fusta 214 x 136 cm. |                               |                               |
| MNAC, Barcelona | MNAC, Barcelona | MNAC | MNAC |                               |                               |
| Una entronització de la Mare de Déu amb Nen, amb un cert aire flamenc, com a La Mare de Déu del canonge Van der Paele o a la Mare de Déu i Nen amb santa Bàrbara, Elizabeth i Jan Vos, obres de Jan van Eyck, amb un tron central sobre catifa oriental i amb dues santes a cada costat. L'acompanyen santa Bàrbara, amb la torre com atribut; santa Llúcia, amb els ulls sobre una safata; santa Agnès amb un xai i una màrtir amb la palma. | Una entronització de la Mare de Déu amb Nen, amb un cert aire flamenc, com a La Mare de Déu del canonge Van der Paele o a la Mare de Déu i Nen amb santa Bàrbara, Elizabeth i Jan Vos, obres de Jan van Eyck, amb un tron central sobre catifa oriental i amb dues santes a cada costat. L'acompanyen santa Bàrbara, amb la torre com atribut; santa Llúcia, amb els ulls sobre una safata; santa Agnès amb un xai i una màrtir amb la palma. | És la imatge més coneguda del retaule. Mostra un jove sant Miquel aixafant el dimoni. Va elegantment vestit, sense armadura però amb proteccions als braços. La taula va ser retallada a la part baixa on apareixia el dimoni als peus de sant Miquel. | És la imatge més coneguda del retaule. Mostra un jove sant Miquel aixafant el dimoni. Va elegantment vestit, sense armadura però amb proteccions als braços. La taula va ser retallada a la part baixa on apareixia el dimoni als peus de sant Miquel. |                               |                               |
| | Aparició de sant Miquel al castell de Sant'Angelo | Aparició de sant Miquel al castell de Sant'Angelo | | Miracle del Mont Saint-Michel | Miracle del Mont Saint-Michel |
| 1455-1460 | Tremp, relleus d'estuc i daurat amb pa d'or sobre fusta 184,5 x 106,3 cm | 1455-1460 | Tremp, relleus d'estuc i daurat amb pa d'or sobre fusta 145,3 x 107 cm. |                               |                               |
| MNAC, Barcelona | MNAC, Barcelona | MNAC | MNAC |                               |                               |
| La taula representa la llegenda de l'aparició de sant Miquel sobre el mausoleu d'Adrià quan hi circulava una processó encapçalada pel papa Gregori I, que anaven pregant per aconseguir el fi de la pesta. L'arcàngel eixuga la seva ensangonada espasa i l'enfunda, assenyalant així el final de l'epidèmia. Per a commemorar-ho es va aixecar una capella en el seu honor i l'edifici va passar a anomenar-se Castell de Sant'Angelo.       | La taula representa la llegenda de l'aparició de sant Miquel sobre el mausoleu d'Adrià quan hi circulava una processó encapçalada pel papa Gregori I, que anaven pregant per aconseguir el fi de la pesta. L'arcàngel eixuga la seva ensangonada espasa i l'enfunda, assenyalant així el final de l'epidèmia. Per a commemorar-ho es va aixecar una capella en el seu honor i l'edifici va passar a anomenar-se Castell de Sant'Angelo.       | Representa el miracle atribuït a l'arcàngel sant Miquel en que ajudava a una dona que anava de pelegrinatge cap al Mont Saint-Michel quan es posa de part al mig d'una pujada sobtada de la marea. El sant fa que l'espai on es trobava es mantingui sec i segur fins que torni a baixar la marea. Aquest miracle ha estat també atribuït a la intercessió de la Mare de Déu, un fet que es va recollir a la cantiga Acorrer-nos pode e de mal guardar, la número 96 de les Cantigas de Santa María d'Alfons el Savi. | Representa el miracle atribuït a l'arcàngel sant Miquel en que ajudava a una dona que anava de pelegrinatge cap al Mont Saint-Michel quan es posa de part al mig d'una pujada sobtada de la marea. El sant fa que l'espai on es trobava es mantingui sec i segur fins que torni a baixar la marea. Aquest miracle ha estat també atribuït a la intercessió de la Mare de Déu, un fet que es va recollir a la cantiga Acorrer-nos pode e de mal guardar, la número 96 de les Cantigas de Santa María d'Alfons el Savi. |                               |                               |

### Retaule de Sant Agustí
Fet amb col·laboradors del seu taller, si bé el contracte estipulava que Huguet era responsable de pintar els caps i les mans. Antigament ubicat al Convent de Sant Agustí del barri de la Ribera. Amb els seus gairebé 12 metres de llarg, és el retaule més gran que es troba al Museu Nacional d'Art de Catalunya.
De les disset taules que s'estima que havia tingut, només es conserven vuit entre el MNAC i el Museu Frederic Marès, i només tres es consideren obres d'Huguet. La resta són obra de Pau Vergós.
| Imatge | Dades | Dades | Imatge | Dades      | Dades      |
| --- | --- | --- | --- | ---------- | ---------- |
| | La consagració de Sant Agustí | La consagració de Sant Agustí | | Sant Sopar | Sant Sopar |
| 1462-1475 | Tremp, relleus d'estuc i daurat amb pa d'or sobre fusta 250 x 193 cm. | 1463-1475 | Tremp, relleus d'estuc i daurat amb pa d'or sobre fusta 170 x 161 cm. |            |            |
| MNAC | MNAC | MNAC | MNAC |            |            |
| És probablement la taula més solemne del retaule, que recull l'entronització de sant Agustí com a bisbe d'Hipona. Els rostres seriosos amb faccions molt marcades reforcen aquesta solemnitat de l'escena. El luxe de les vestimentes dels personatges aporta una abundància del daurat, un recurs especialment demanat al gòtic català. L'autor ubica molts personatges en poc espai fent servir fins a quatre nivells gràcies a una ben trobada perspectiva. Uns anys més tard, Bartolomé Bermejo realitzaria l'entronització del Sant Domènec de Silos amb una composició molt similar, però només amb el personatge central. | És probablement la taula més solemne del retaule, que recull l'entronització de sant Agustí com a bisbe d'Hipona. Els rostres seriosos amb faccions molt marcades reforcen aquesta solemnitat de l'escena. El luxe de les vestimentes dels personatges aporta una abundància del daurat, un recurs especialment demanat al gòtic català. L'autor ubica molts personatges en poc espai fent servir fins a quatre nivells gràcies a una ben trobada perspectiva. Uns anys més tard, Bartolomé Bermejo realitzaria l'entronització del Sant Domènec de Silos amb una composició molt similar, però només amb el personatge central. | Panell del retaule de Sant Agustí del convent de Sant Agustí Vell, Barcelona. Al MNAC es conserven altres taules d'aquest retaule. La taula el Camí del Calvari, es conserva al Museu Marès de Barcelona. | Panell del retaule de Sant Agustí del convent de Sant Agustí Vell, Barcelona. Al MNAC es conserven altres taules d'aquest retaule. La taula el Camí del Calvari, es conserva al Museu Marès de Barcelona. |            |            |
| | Camí del Calvari | Camí del Calvari | [[Fitxer:\|150px]] |            |            |
| | | | [[Fitxer:\|150px]] |            |            |
| Museu Frederic Marès de Barcelona | | | [[Fitxer:\|150px]] |            |            |
| Composició dominada per la imatge de Jesús ajudat per Simó de Cirene a carregar la creu davant de la presència de la Verge i sant Joan. A la part de la dreta, veiem els botxins, que es distingeixen per les seves riques vestimentes. Jesús gira compassivament el rostre cap a Maria entrecreuant una mirada amb la seva mare que expressa un dolor profund i contingut que es reflecteix també en les mans entrellaçades i suplicants de sant Joan. Huguet va fer servir la seva tècnica habitual de donar volum als halos i als rivets de les vestimentes amb estuc daurat per a realçar els personatges. Aquesta tècnica l'aplica també a la borsa amb els claus i el martell, els instruments de la Passió, que porta un dels botxins. | | | [[Fitxer:\|150px]] |            |            |

### Retaules de petit format
| Imatge | Dades | Dades | Imatge | Dades                               | Dades                               |
| --- | --- | --- | --- | ----------------------------------- | ----------------------------------- |
| | Retaule de l'Epifania | Retaule de l'Epifania | | Retaulet amb la Mare de Déu i sants | Retaulet amb la Mare de Déu i sants |
| 1450 | Pintura al tremp sobre fusta 122 x 75 cm. | 1470 | Pintura al tremp sobre fusta 94 x 69 cm. |                                     |                                     |
| Museu Episcopal de Vic | Museu Episcopal de Vic | Museu Episcopal de Vic | Museu Episcopal de Vic |                                     |                                     |
| El retaule de l'Epifania és un petit retaule d'oratori privat que va entrar al Museu Episcopal en una data indeterminada de finals del segle xix. A la part superior l'arcàngel Gabriel, que sosté un filacteri amb l'inici de la seva salutació «Ave gratia plena», s'apareix a la Verge Maria, agenollada al seu escriptori, per anunciar-li la concepció de l'infant Jesús. A sota hi ha l'escena del Calvari en primer terme, amb la ciutat idealitzada de Jerusalem al fons, les figures de Crist a la creu, Maria, sant Joan Evangelista i dos donants presentats per sant Antoni Abat i una santa. | El retaule de l'Epifania és un petit retaule d'oratori privat que va entrar al Museu Episcopal en una data indeterminada de finals del segle xix. A la part superior l'arcàngel Gabriel, que sosté un filacteri amb l'inici de la seva salutació «Ave gratia plena», s'apareix a la Verge Maria, agenollada al seu escriptori, per anunciar-li la concepció de l'infant Jesús. A sota hi ha l'escena del Calvari en primer terme, amb la ciutat idealitzada de Jerusalem al fons, les figures de Crist a la creu, Maria, sant Joan Evangelista i dos donants presentats per sant Antoni Abat i una santa. | A la taula central hi ha la Mare de Déu asseguda en un tron amb l'infant Jesús, amb una actitud que recorda molt la Mare de Déu del retaule de l'Epifania, especialment el pentinat i l'expressió infantil del rostre de la Verge tan típicament huguetiana. Està flanquejada per la figura de l'arcàngel Sant Miquel vencent Llucifer i l'àngel Custodi amb les disciplines a la dreta i la corona a l'esquerra. A la taula central superior hi ha la figura de Crist clavat a la creu, sol, enmig d'un paisatge deshabitat, que transmet pulsió de mort i desolació. A les taules dels costats hi ha sant Joan Baptista i la Magdalena. La predel·la està centrada per la representació del Crist de Pietat al sepulcre sostingut per un àngel amb els símbols de la passió al seu darrere. Als costats hi ha sant Pere amb les claus i el llibre obert i possiblement sant Jeroni o sant Bonaventura amb el capell cardenalici i l'església. | A la taula central hi ha la Mare de Déu asseguda en un tron amb l'infant Jesús, amb una actitud que recorda molt la Mare de Déu del retaule de l'Epifania, especialment el pentinat i l'expressió infantil del rostre de la Verge tan típicament huguetiana. Està flanquejada per la figura de l'arcàngel Sant Miquel vencent Llucifer i l'àngel Custodi amb les disciplines a la dreta i la corona a l'esquerra. A la taula central superior hi ha la figura de Crist clavat a la creu, sol, enmig d'un paisatge deshabitat, que transmet pulsió de mort i desolació. A les taules dels costats hi ha sant Joan Baptista i la Magdalena. La predel·la està centrada per la representació del Crist de Pietat al sepulcre sostingut per un àngel amb els símbols de la passió al seu darrere. Als costats hi ha sant Pere amb les claus i el llibre obert i possiblement sant Jeroni o sant Bonaventura amb el capell cardenalici i l'església. |                                     |                                     |

| Imatge | Dades                                                                    | Dades |
| --- | ------------------------------------------------------------------------ | ----- |
| | Retaule de Pertegàs                                                      |       |
| 1470-1480 | Tremp, relleus d'estuc i daurat amb pa d'or sobre fusta 244,3 x 146,2 cm |       |
| MNAC, Barcelona |                                                                          |       |
| Es conserven diverses taules procedents de la capella de Santa Anna de l'església de Sant Martí de Pertegàs de Sant Celoni (Vallès Oriental). Les tres taules de l'àtic conegudes amb el nom de Martiri de Sant Bartomeu, Calvari i mort de santa Magdalena es conserven al MNAC; una taula del cos central dedicada a Maria Magdalena és a la Fundació Godia i dues taules de la predel·la amb el Naixement de Maria i Abraçada a la Porta Daurada en sengles col·leccions privades. El contracte data del 20 de desembre de 1465 i estava sufragat per Francesc Joan de Santa Coloma. Huguet es va comprometre a enllestir-lo en uns vuit mesos, per al dia 24 d'agost de 1466, diada de sant Bartomeu, un dels sants titulars de la pintura, però no va ser acabat fins al maig del 1480. És probable que les tasques romanguessin aturades amb motiu de la guerra civil catalana. El contracte determinava una obra mixta d'escultura i pintura. Les mides aproximades de l'estructura eren 240 x 360 cm. i el cost global de la intervenció del pintor s'estipulava en 75 lliures. Tenia tres carrers amb una escultura de santa Anna com a imatge central. Als carrers laterals se situaven les taules pintades de Maria Magdalena i de sant Bartomeu, coincidint amb la ubicació del coronament conservat. Segons el contracte, el retaule tenia una predel·la amb cinc escenes, tres de les quals es troben desaparegudes. |                                                                          |       |

### Altres obres
| Imatge | Dades | Dades | Imatge | Dades                                      | Dades                                      |
| --- | --- | --- | --- | ------------------------------------------ | ------------------------------------------ |
| | Predel·la de l'altar major de Santa Maria de Ripoll | Predel·la de l'altar major de Santa Maria de Ripoll | | Retaule de Sant Bernardí i l'Àngel Custodi | Retaule de Sant Bernardí i l'Àngel Custodi |
| 1455 | tremp, relleus d'estuc i daurat amb pa d'or sobre taula 213,3 x 160,4 cm. | 1462-1475 | tremp, relleus d'estuc i daurat amb pa d'or sobre taula |                                            |                                            |
| Museu Episcopal de Vic | Museu Episcopal de Vic | Museu de la Catedral de Barcelona | Museu de la Catedral de Barcelona |                                            |                                            |
| Dues grisalles del revers de la predel·la amb les imatges de Moisès i Melquisedec | Dues grisalles del revers de la predel·la amb les imatges de Moisès i Melquisedec | Fet amb col·laboradors del seu taller, es tracta d'un encàrrec de la confraria dels Esparters i Vidriers. Degut a les dificultats econòmiques, el lliurament es va fraccionar, un fet clarament visible pels canvis estilístics.                               | Fet amb col·laboradors del seu taller, es tracta d'un encàrrec de la confraria dels Esparters i Vidriers. Degut a les dificultats econòmiques, el lliurament es va fraccionar, un fet clarament visible pels canvis estilístics.                               |                                            |                                            |
| | La Flagel·lació | La Flagel·lació | | Plany davant el Crist mort                 | Plany davant el Crist mort                 |
| 1462-1475 | Oli sobre taula 102 x 210 cm. | 1465 | tremp, relleus d'estuc i daurat amb pa d'or sobre taula |                                            |                                            |
| Museu del Louvre a París | Museu del Louvre a París | Museu de la Catedral de Barcelona | Museu de la Catedral de Barcelona |                                            |                                            |
| Predel·la del retaule de Sant Marc que va realitzar Bernat Martorell per encàrrec de la confraria de Sant Marc dels Sabaters per a la capella de Sant Marc de la catedral de Barcelona. El cos del retaule, ara desaparegut, va ser realitzat entre 1437 i 1443. Huguet planteja l'escena en un interior noble, com si es tractés d'un palau, dins una ampla sala que té una columna al centre. L'escena recull el moment que Pilat ordena el suplici. Crist rep les fuetades de dos botxins mentre un àngel li eixuga la cara i altres dos recullen la seva sang. La representació del martiri en una columna interior de l'estructura de l'edifici va ser representada per Duccio di Buoninsegna a la seva Maestá, un gran retaule què va ser encarregat per a la catedral de Siena l'any 1308 i que a la seva cara posterior mostrava el cicle de la Passió de Crist en 26 taules. La composició de Ducció seria decisiva en la configuració iconogràfica occidental del passatge evangèlic. | Predel·la del retaule de Sant Marc que va realitzar Bernat Martorell per encàrrec de la confraria de Sant Marc dels Sabaters per a la capella de Sant Marc de la catedral de Barcelona. El cos del retaule, ara desaparegut, va ser realitzat entre 1437 i 1443. Huguet planteja l'escena en un interior noble, com si es tractés d'un palau, dins una ampla sala que té una columna al centre. L'escena recull el moment que Pilat ordena el suplici. Crist rep les fuetades de dos botxins mentre un àngel li eixuga la cara i altres dos recullen la seva sang. La representació del martiri en una columna interior de l'estructura de l'edifici va ser representada per Duccio di Buoninsegna a la seva Maestá, un gran retaule què va ser encarregat per a la catedral de Siena l'any 1308 i que a la seva cara posterior mostrava el cicle de la Passió de Crist en 26 taules. La composició de Ducció seria decisiva en la configuració iconogràfica occidental del passatge evangèlic. | Predel·la del desaparegut Retaule de Sant Esteve que la confraria dels freners va encarregar a Jaume Huguet per a guarnir la seva capella gremial a la catedral de Barcelona (1462-1466). Aquesta és l'única taula conservada al museu de la mateixa catedral. | Predel·la del desaparegut Retaule de Sant Esteve que la confraria dels freners va encarregar a Jaume Huguet per a guarnir la seva capella gremial a la catedral de Barcelona (1462-1466). Aquesta és l'única taula conservada al museu de la mateixa catedral. |                                            |                                            |

### Obra desapareguda

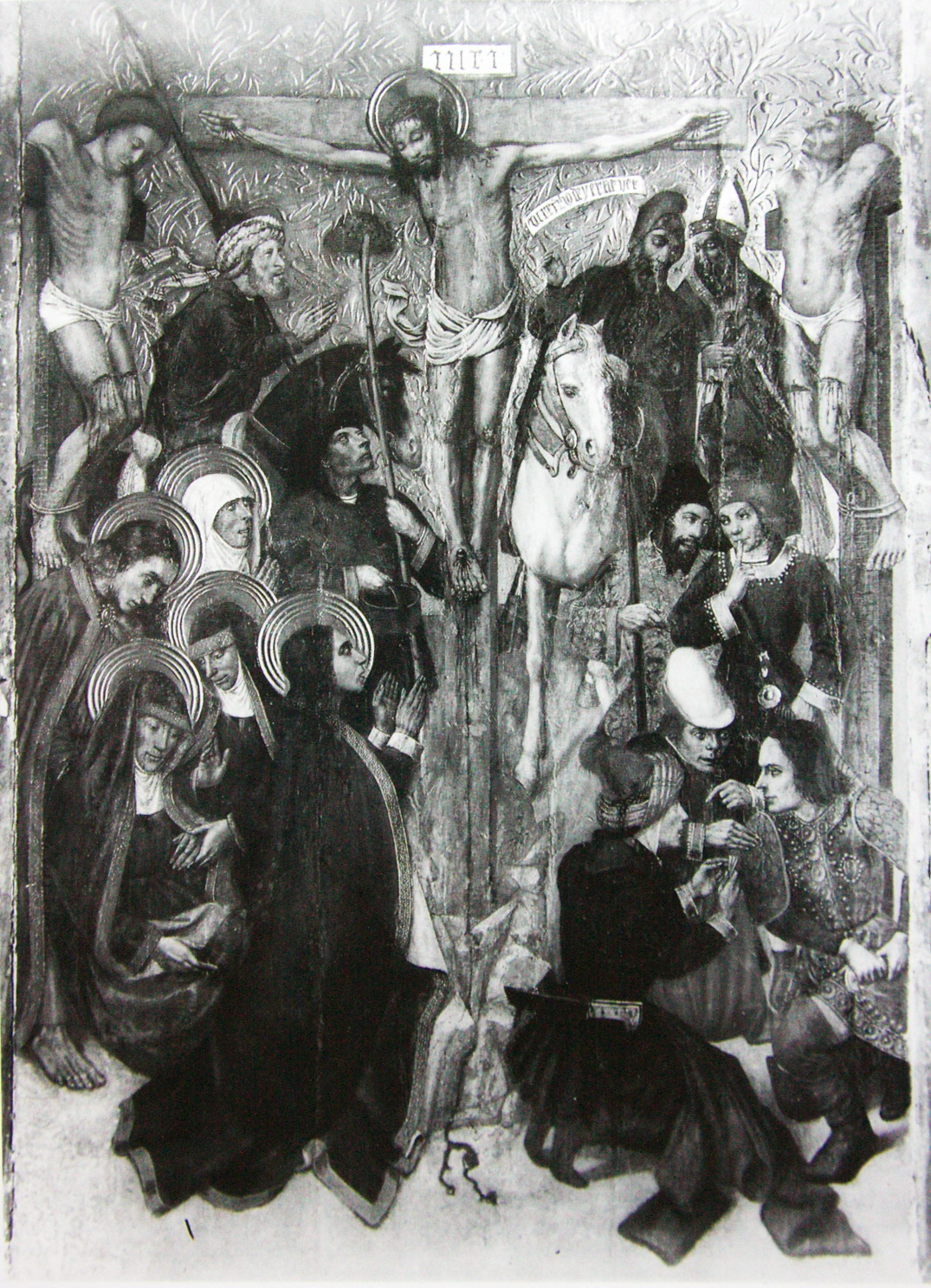
Calvari del retaule de Sant Antoni Abat

- Retaule de Sant Antoni Abat (1454-1458) per a l'església de Sant Antoni de Barcelona. Les despeses van anar a càrrec de la confraria de corredors d'animals, segons el contracte signat el 1454. El 1457 se sol·licita al rei que autoritzi una col·lecta per a acabar de pagar els 1000 florins que estipulava l'esmentat contracte. Fou destruït el 1909 durant la Setmana Tràgica.[62][47] Se'n conserven fotografies en blanc i negre del conjunt i de les taules per separat.
- Retaule de Sant Martí de Cerdanyola (1489) per a l'església d'aquesta ciutat. Existeix documentació sobre la seva contractació i sobre la liquidació del darrer pagament cobrat per la seva vídua el 1492, si bé és probable que, per l'avançada edat del pintor, en realitat fos realitzat pel seu taller. Probablement, va desaparèixer al segle xvii, ja que el 1685 es va col·locar un nou retaule barroc.[63]
- Altres retaules amb encàrrec  documentat, però sense constància de la seva realització són: el de l'església parroquial de Sant Martí de Montnegre, el del monestir de Sant Jeroni de la Vall d'Hebron i el de l'ermita de Santa Maria de Bellvitge.[64]

### Obra atribuïda
De les obres que se li han atribuït, en destaca la taula de Sant Jordi i la princesa (1459-1460). Encarregada per la família Cabrera (es pot veure el seu escut al dors de l'obra), és al Museu Nacional d'Art de Catalunya. Des de la seva entrada al MNAC el 1921, i durant molt de temps, es va estimar que podia ser una obra d'Huguet, però en els darrers anys han guanyat força les teories que proposen que l'autor d'aquesta obra seria un pintor aragonès actiu a la segona meitat del segle xv, que, com a anònim, se l'ha anomenat el Mestre de Sant Jordi i la princesa. La taula de Sant Jordi és la part central d'un tríptic, les ales del qual estaven al Kaiser-Friedrich-Museum de Berlín des de 1904 i varen desaparèixer en un incendi durant un bombardeig de la Segona Guerra Mundial el 1945. Mostraven una parella de donants presentats per sant Joan Baptista i sant Lluís de Tolosa.
- Sant Joan Baptista i el donant
- Sant Jordi i la Princesa
- Sant Lluís de Tolosa i la donant

La hipòtesi principal sobre l'autoria d'Huguet feta per Ainaud i Gudiol adscrivia a aquesta etapa de joventut el retaule de la Mare de Déu de Cervera de la Cañada, les taules de l'Anunciació i l'Epifania d'Alloza, actualment al Museu de Saragossa, així com dues taules d'un retaule de sant Llorenç o de sant Vicenç (abans a la col·lecció Román Vicente de Saragossa i després a la col·lecció Torelló de Barcelona), la tela de la Mare de Déu i l'àngel custodi del Museu de Saragossa i el Cap de profeta Daniel conservat al Museu del Prado. Totes elles serien obres del mateix Mestre de Sant Jordi i la princesa.
Una de les teories destacades sobre la identitat d'aquest mestre és la de Rosa Alcoy, qui a la seva monografia sobre Sant Jordi i la princesa proposa que l'obra sigui de Bernat Ortoneda, fill del pintor Pasqual Ortoneda, d'una nissaga familiar amb taller establert a Osca i Saragossa. Consta que Bernat havia treballat com a aprenent al taller de Bernat Martorell i, a la mort d'aquest, podria haver col·laborat amb Huguet fins al 1458, quan va tornar a la seva terra.